# Авель Поплавський
Архієпископ А́вель (Попла́вський) (пол. Arcybiskup Abel, в миру Анджей Поплавський, Андрій Костянтинович Поплавський, польск. Andrzej Popławski, 8 квітня 1958 р. Нарва) — ієрарх Польської Православної Церкви, з 1989 року єпископ Люблінський і Холмський. З 2001 року — архієпископ.

## Біографія
Народився 8 квітня 1958 року в селі Нарва, Польща у православній родині. За його власними спогадами, на його подальше життєве ставлення істотно вплинули мати Софія та бабуся Ольга. Ще до вступу до школи майбутній священик служив у парафіяльній церкві в Нарві.
З 1972 по 1978 рік навчався в гімназії у Варшаві. 
Навчався у Варшавській Духовній Семінарії.
По закінченню першого року навчання в Варшавській Духовній Семінарії, разом зі студентом другого курсу Мирославом Ходаковським пішов до монастиря святого Онуфрія в Яблочині, заявивши про свій намір приєднатися до громади як послушник. 
Після закінчення нижчих класів духовної семінарії, за спонуканням митрополита Варшавського і всієї Польщі Василія, прийняв посаду псаломщика на парафії в Лосинці. У 1977 році за власним бажанням був звільнений з цієї посади і почав навчання у Вищій православній духовній семінарії в Яблочині.
1980 році закінчив Вищу православну духовну семінарію в Яблочині.
Випускник Варшавської Богословської Академії. 27 лютого 1989 року присвоєно вчений ступінь магістра богослов'я.
У 1977 році прийняв чернечий постриг у Яблочинському монастирі святого Онуфрія.
15 лютого 1979 року висвячений у сан диякона митрополитом Варшавським і всієї Польщі Василієм.
30 листопада 1980 року висвячений на священника.
У 1981–1983 роках був настоятелем православної парафії в Команчі, також служив у Полянах і Зиндрановій, де за його ініціативи була збудована нова православна церква.
У 1983–1984 роках був співорганізатором парафії в Перемишлі.
З 1984 року він був парафіяльним священиком у Мюнхені, також опікувався православними храмами в Штутгарті, Інгольштадті, Аугсбурзі, Регенсбурзі, Ландсгуті та Людвігсбурзі.
У 1987 році став настоятелем монастиря в Яблочині, а 7 січня 1989 року отримав сан архімандрита.

Як настоятель монастиря, він продовжив відновлення його споруд, розпочате його попередниками архімандритами Савою (Грицуняком) і Никоном (Потапчуком).

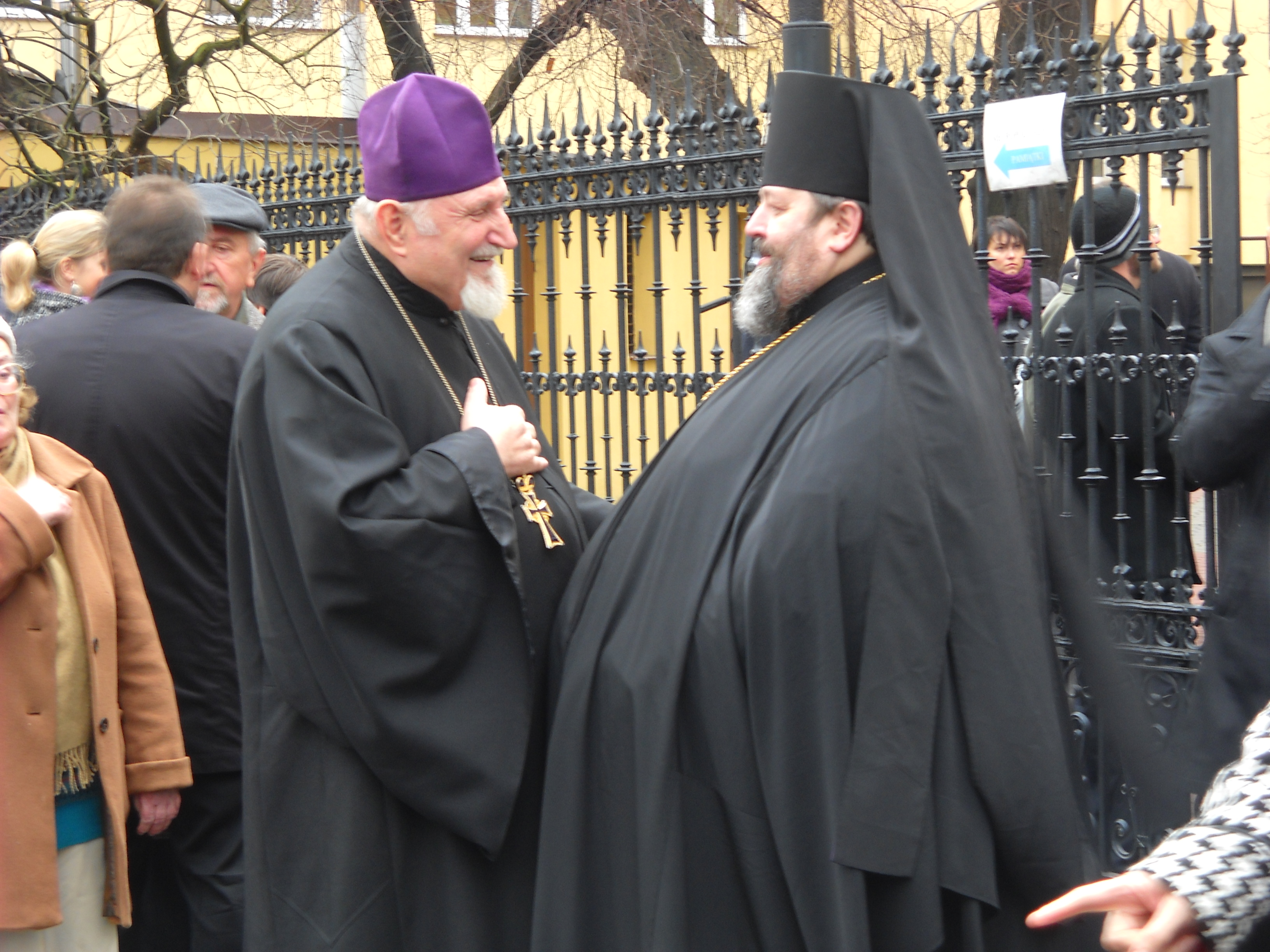

25 березня 1989 року висвячений на єпископа і призначений на нововідкриту Люблінсько-Холмську єпархію.
1989-1992 роки — ректор Вищої православної духовної семінарії в Яблочині.
За його ініціативою 1991 року організована Церковна комісія з вивчення історії Православ'я і української культури на Холмщині і в 1994 році створено Музей православної Люблінської єпархії.
15 лютого 1999 року в соборі святого Миколая в Білостоці, нагороджений орденом святої рівноапостольної Марії Магдалини І ступеня.
15 вересня 2001 року представляв Польську Православну Церкву на інтронізації Патріарха Єрусалимського Іринея в храмі Воскресіння Христового в Єрусалимі.
2001 рік — зведений у сан архієпископа.
За роки архієрейського служіння єпископ Авель доклав зусиль для відновлення церковного життя в південно-східних областях Польщі, звідки православне населення було майже повністю депортоване в перші повоєнні роки. За роки його служіння в Люблінсько-Холмській єпархії число діючих православних храмів подвоїлося, а також були засновані три православних монастиря: жіночий монастир в Турковичах  та Голешові, а також чоловічий в Костомлотах.
Представляв Польську Автокефальну Православну Церкву під час офіційних візитів та закордонних конференцій: на 8-му Міжнародному російському соборі (2004), на канонізації митрополита Петра (Могили) (2002), на інтронізації Сербського Патріарха Іриней (2010).
Архієпископ Авель є прихильником екуменічного діалогу.
У 2000 році разом з Люблінським католицьким архієпископом Юзефом Жицінським опублікував послання «Aby wszystko na nowo zjednoczyć w Chrystusie».
Архієпископ Авель є співголовою католицько-православної двосторонньої групи.
3 грудня 2007 року — член клубу Ротарі Інтернешнл.
17 лютого 2013 року — присутній на урочистостях з нагоди інтронізації Антіохійського Патріарха Іоанна X.
У 2016 році увійшов до складу делегації Польської Автокефальної Православної Церкви на Святий і Великий Собор Православної Церкви.
Брав участь у Амманському зібранні представляючи Польську Автокефальну Православну Церкву.
24 лютого 2022 року архієпископ Авель  надіслав звернення вірним своєї єпархії із засудженням російської агресії проти України та закликом до молитви за мир і допомогу біженцям з України.
Згодом заявив що дуже критично оцінює дії РПЦ та патріарха Кирила: "З сумом мушу констатувати, що глава російської церкви не зміг впоратися з покладеною на нього відповідальністю. Його підтримка війни, яка жодним чином не виправдана з християнської точки зору, суперечить посланню Євангелія. Брутальне та жорстоке вторгнення російських військ в Україну не лише викликає широке обурення, але й спонукає молитися за припинення цієї війни та за мир"— Заявив архієпископ Авель у інтерв'ю католицькій агенції інформаційній.
Архієпископ Авель також наголосив що позиція президента Російської Федерації – це типове імперіалістичне мислення та представлення себе єдиним спадкоємцем імперії Радянського Союзу. Така ж позиція стосується і церковної структури Московського Патріархату.

## Співпраця зі Службою безпеки Польської Народної Республіки
Польське видання «Жечпосполіта» назвало архієпископа Польської ПЦ Авеля (Анджея Поплавського) завербованим агентом держбезпеки Польської Народної Республіки у березні 1984 року під кодовим ім'ям «Кшиштоф». Польська народна республіка тоді була тісно пов'язана з КДБ СРСР.
Негативно ставиться до автокефалії ПЦУ. Занесений в базу Центру «Миротворець».